# Molof
Le molof (ou poule) est une langue papoue parlée en Indonésie, dans la province de Papouasie.

## Classification
Wurm (1975) classe le molof dans les langues trans-nouvelle-guinée. Malcolm Ross (2005) ne valide pas cette hypothèse par manque de données sur la langue. Hammarström laisse au molof son statut de langue isolée.

## Sources
- (en) Malcolm Ross, 2005, Pronouns as a preliminary diagnostic for grouping Papuan languages, dans Andrew Pawley, Robert Attenborough, Robin Hide, Jack Golson (éditeurs) Papuan pasts: cultural, linguistic and biological histories of Papuan-speaking peoples, Canberra, Pacific Linguistics. pp. 15–66.